# Cocco Bello
Cocco Bello — российская фирма. Включает в себя отделения Cocco Bello Bow Ties, занимающееся производством одежды и Cocco Bello Honey, выпускающий продукты питания

## История
Проект Cocco Bello был запущен в 2012 году работницей IT-сферы Гузель Санжаповой и дизайнером Натальей Александровой. Первоначально компания занималась выпуском галстуков-бабочек. Компания заняла значительную часть рынка, весной 2013 года было запущено производство линии женских рубашек.
Параллельно Гузель разработала проект производства крем-мёда — продукта, получаемого путём постоянного размешивания свежего откаченного меда до момента, когда он начинает кристаллизоваться. Отец Гузели, Равиль Санжапов, владеет пасекой на 69 ульев в Свердловской области, селе Малый Турыш. Производимый его пасекой объём меда превышал спрос, а продажа оптовым закупщикам не приносила прибыли. Этот мёд Cocco Bello и использовала для производства продукта. Большое внимание уделяется социальной стороне — проект играет роль в восстановлении деревни, находящейся в упадке. Для сбора ягод, используемых для украшения крем-мёда компания привлекает местных женщин-пенсионерок. Из ягод компания также планирует начать производство добавок к чаю, для чего собирала деньги на краудфандинговой площадке.